# Eyewitness (Fernsehserie)
Eyewitness ist eine US-amerikanische Drama-Fernsehserie, welche auf der norwegischen Serie Eyewitness – Die Augenzeugen basiert. Für die erste Staffel wurden 10 Episoden bestellt. Eyewitness feierte am 16. Oktober 2016 auf USA Network TV-Premiere. Im März 2017 gab USA Network bekannt, dass man die Serie nicht verlängere.

## Handlung
Zwei Teenager treffen sich heimlich in einer Hütte, bei der sie Zeuge einer Schießerei werden und knapp mit dem Leben davon kommen. Sie sagen nichts, um ihre Beziehung geheim zu halten und aus Angst vom Täter gefunden zu werden. Bald lernen sie jedoch, dass Gesehenes nicht ungesehen werden kann – und wenn man Zeuge einer grausamen Tat wird, verändert das alles.

## Besetzung

### Hauptdarsteller
- Julianne Nicholson als Sheriff Helen Torrance[4]
- Tyler Young als Philip Shea[5]
- James Paxton als Lukas Waldenbeck[6]
- Gil Bellows als Gabe Caldwell, ein Tierarzt, und Helens Ehemann
- Warren Christie als Ryan Kane[7]
- Tattiawna Jones als Kamilah Davis, eine FBI-Agentin

### Nebendarsteller
- Amanda Brugel als Sita Petronelli, Kamilah’s Schwester
- Aidan Devine als Bo Waldenbeck, Lukas’ Vater
- Rainbow Sun Francks als Burlingame, Kamilahs Partner
- Matt Murray als Deputy Tony Michaels[8]
- Katie Douglas als Bella
- Mercedes Morris als Rose, Lukas’ Freundin
- Carlyn Burchell als Anne Shea, Philips drogenabhängige Mutter
- Alex Karzis als Mithat Milonkovic
- Adrian Fritsch als Tommy

## Episoden
| Nr. | Deutscher Titel | Originaltitel                    | Erstausstrahlung USA | Deutschsprachige Erstausstrahlung (D) |
| --- | --------------- | -------------------------------- | -------------------- | ------------------------------------- |
| 1   | –               | Buffalo ’07                      | 16. Okt. 2016        | –                                     |
| 2   | –               | Bless the Beast and the Children | 23. Okt. 2016        | –                                     |
| 3   | –               | Bella, Bella, Bella              | 30. Okt. 2016        | –                                     |
| 4   | –               | Crème Brulée                     | 6. Nov. 2016         | –                                     |
| 5   | –               | The Lilies                       | 13. Nov. 2016        | –                                     |
| 6   | –               | The Yellow Couch                 | 20. Nov. 2016        | –                                     |
| 7   | –               | They Lied                        | 27. Nov. 2016        | –                                     |
| 8   | –               | The Larsons                      | 4. Dez. 2016         | –                                     |
| 9   | –               | Savior Unknown                   | 11. Dez. 2016        | –                                     |
| 10  | –               | Mother’s Day                     | 18. Dez. 2016        | –                                     |